# Promozione Veneto 1987-1988
Nella stagione 1987-1988 la Promozione era il sesto livello del calcio italiano (il massimo livello regionale). Qui vi sono le statistiche relative al campionato in Veneto.
Il campionato è strutturato in vari gironi all'italiana su base regionale, gestiti dai Comitati Regionali di competenza. Promozioni alla categoria superiore e retrocessioni in quella inferiore non erano sempre omogenee; erano quantificate all'inizio del campionato dal Comitato Regionale secondo le direttive stabilite dalla Lega Nazionale Dilettanti, ma flessibili, in relazione al numero delle società retrocesse dal Campionato Interregionale e perciò, a seconda delle varie situazioni regionali, la fine del campionato poteva avere degli spareggi sia di promozione che di retrocessione.

## Girone A

### Squadre partecipanti
| Club                         | Città                         |
| ---------------------------- | ----------------------------- |
| A.C. Arzignano Poletto       | Arzignano (VI)                |
| U.S. Audace                  | San Michele Extra (VR)        |
| U.S. Azzurra Sandrigo        | Sandrigo (VI)                 |
| A.C. Bessica                 | Bessica (TV)                  |
| Estel Sole G.S.              | Vicenza (VI)                  |
| A.C. Legnago Salus           | Legnago (VR)                  |
| A.C. Luparense               | San Martino di Lupari (PD)    |
| G.S. Officine Bra Valpantena | Quinto di Valpantena (VR)     |
| A.C. Pescantina              | Pescantina (VR)               |
| U.S. Pollo Miglioranza       | Villafranca di Verona (VR)    |
| A.C. San Martino B.A.        | San Martino Buon Albergo (VR) |
| A.S. San Pietro in Gu        | San Pietro in Gu (PD)         |
| A.C. Thiene                  | Thiene (VI)                   |
| A.C. Tregnago                | Tregnago (VR)                 |
| A.C. Trissino                | Trissino (VI)                 |
| A.C. Zanè                    | Zanè (VI)                     |

### Classifica finale
|  | Pos. | Squadra           | Pt | G  | V  | N  | P  | GF | GS | DR  |
|  | ---- | ----------------- | -- | -- | -- | -- | -- | -- | -- | --- |
|  | 1.   | Tregnago          | 39 | 30 | 13 | 13 | 4  | 34 | 16 | +18 |
|  | 2.   | Officine Bra      | 39 | 30 | 13 | 13 | 4  | 40 | 18 | +22 |
|  | 3.   | Bessica           | 36 | 30 | 14 | 8  | 8  | 33 | 25 | +8  |
|  | 4.   | Arzignano         | 35 | 30 | 13 | 9  | 8  | 31 | 22 | +9  |
|  | 5.   | Legnago Salus     | 31 | 30 | 9  | 13 | 8  | 33 | 32 | +1  |
|  | 5.   | Luparense         | 31 | 30 | 11 | 9  | 10 | 31 | 30 | +1  |
|  | 5.   | Pescantina        | 31 | 30 | 9  | 13 | 8  | 25 | 28 | -3  |
|  | 8.   | Thiene            | 30 | 30 | 10 | 10 | 10 | 31 | 27 | +4  |
|  | 8.   | Zanè              | 30 | 30 | 10 | 10 | 10 | 32 | 29 | +3  |
|  | 8.   | Pollo Miglioranza | 30 | 30 | 8  | 14 | 8  | 30 | 28 | +2  |
|  | 11.  | San Pietro in Gu  | 29 | 30 | 9  | 11 | 10 | 24 | 25 | -1  |
|  | 11.  | Audace S.M.E.     | 29 | 30 | 10 | 9  | 11 | 25 | 28 | -3  |
|  | 11.  | San Martino B.A.  | 29 | 30 | 9  | 11 | 10 | 33 | 38 | -5  |
|  | 14.  | Estel Sole        | 24 | 30 | 7  | 10 | 13 | 25 | 36 | -11 |
|  | 15.  | Azzurra Sandrigo  | 19 | 30 | 5  | 9  | 16 | 21 | 43 | -22 |
|  | 16.  | Trissino          | 18 | 30 | 6  | 6  | 18 | 31 | 54 | -23 |

Legenda:
      Promosso in Interregionale 1988-1989.
      Retrocesso in Prima Categoria 1988-1989.
Regolamento:
Due punti a vittoria, uno a pareggio, zero a sconfitta.
Pari merito in caso di pari punti.
Scontri diretti con classifica avulsa per definire la retrocedente in caso di due o più squadre a pari punti. Le due peggiori squadre della classifica avulsa disputano lo spareggio retrocessione. La migliore classificata si salva.

### Spareggio 1.posto
|          | Risultati |              | Luogo e data                  |
| -------- | --------- | ------------ | ----------------------------- |
| Tregnago | 1-0       | Officine Bra | San Bonifacio, 15 maggio 1988 |
|          |           |              |                               |

## Girone B

### Squadre partecipanti
| Club                  | Città                        |
| --------------------- | ---------------------------- |
| A.C. Abano            | Abano Terme (PD)             |
| U.S. Adriese          | Adria (RO)                   |
| A.C. Camponogarese    | Camponogara (VE)             |
| A.C. Cavarzere        | Cavarzere (VE)               |
| A.C. Fiesso d’Artico  | Fiesso d'Artico (VE)         |
| A.S. Fiessese         | Fiesso Umbertiano (RO)       |
| U.S. Fulgor Salzano   | Salzano (VE)                 |
| A.C. Galzignano Terme | Galzignano Terme (PD)        |
| A.C. Justinense       | Santa Giustina in Colle (PD) |
| U.S. Legnarese        | Legnaro (PD)                 |
| A.S. Mestre Favaro    | Favaro (VE)                  |
| U.S. Mestrino         | Mestrino (PD)                |
| G.S. Mira             | Mira (VE)                    |
| Monselice Calcio      | Monselice (PD)               |
| A.C. Spinea           | Spinea (VE)                  |
| U.S. Spinea.Crea      | Spinea (VE)                  |

### Classifica finale
|  | Pos. | Squadra          | Pt | G  | V  | N  | P  | GF | GS | DR  |
|  | ---- | ---------------- | -- | -- | -- | -- | -- | -- | -- | --- |
|  | 1.   | Mira             | 45 | 30 | 18 | 9  | 3  | 36 | 8  | +28 |
|  | 2.   | Spinea           | 39 | 30 | 13 | 13 | 4  | 44 | 26 | +18 |
|  | 3.   | Abano Terme      | 38 | 30 | 12 | 14 | 4  | 34 | 25 | +9  |
|  | 4.   | Justinense       | 36 | 30 | 9  | 18 | 3  | 33 | 21 | +12 |
|  | 5.   | Adriese          | 35 | 30 | 11 | 13 | 6  | 41 | 33 | +8  |
|  | 6.   | Monselice Calcio | 32 | 30 | 12 | 8  | 10 | 32 | 26 | +6  |
|  | 7.   | Fiesso d'Artico  | 30 | 30 | 11 | 8  | 11 | 31 | 24 | +7  |
|  | 8.   | Fulgor Salzano   | 29 | 30 | 9  | 10 | 11 | 27 | 31 | -4  |
|  | 9.   | Legnarese        | 28 | 30 | 8  | 12 | 10 | 33 | 37 | -4  |
|  | 9.   | Mestrino         | 28 | 30 | 8  | 12 | 10 | 28 | 33 | -5  |
|  | 9.   | Camponogarese    | 28 | 30 | 8  | 12 | 10 | 17 | 22 | -5  |
|  | 12.  | Mestre Favaro    | 27 | 30 | 9  | 9  | 12 | 29 | 39 | -10 |
|  | 13.  | Fiessese         | 26 | 30 | 8  | 10 | 12 | 39 | 40 | -1  |
|  | 14.  | Cavarzere        | 24 | 30 | 6  | 12 | 12 | 27 | 31 | -4  |
|  | 15.  | Galzignano       | 20 | 30 | 6  | 8  | 16 | 30 | 52 | -22 |
|  | 16.  | Spinea Crea      | 15 | 30 | 5  | 5  | 20 | 21 | 54 | -33 |

Legenda:
      Promosso in Interregionale 1988-1989.
      Retrocesso in Prima Categoria 1988-1989.
Regolamento:
Due punti a vittoria, uno a pareggio, zero a sconfitta.
Pari merito in caso di pari punti.
Scontri diretti con classifica avulsa per definire la retrocedente in caso di due o più squadre a pari punti. Le due peggiori squadre della classifica avulsa disputano lo spareggio retrocessione. La migliore classificata si salva.

## Girone C

### Squadre partecipanti
| Club                      | Città                     |
| ------------------------- | ------------------------- |
| U.S. Alpago               | Puos d'Alpago (BL)        |
| C.S. Conegliano           | Conegliano (TV)           |
| A.S. Cornuda              | Cornuda (TV)              |
| U.S. Feltrese             | Feltre (BL)               |
| A.C. Jesolo               | Jesolo (VE)               |
| A.C. Julia                | Concordia Sagittaria (VE) |
| A.C. Liventina            | Motta di Livenza (TV)     |
| A.C. Pederobba            | Pederobba (TV)            |
| A.C. Ponte di Piave       | Ponte di Piave (TV)       |
| A.C. Ponte nelle Alpi     | Ponte nelle Alpi (BL)     |
| A.C. Pro Roncade          | Roncade (TV)              |
| A.C. Portogruaro          | Portogruaro (VE)          |
| G.S. Santa Lucia di Piave | Santa Lucia di Piave (TV) |
| A.C. Sedico               | Sedico (BL)               |
| A.C. Vedelago             | Vedelago (TV)             |
| A.C. Zanchetta Marenese   | Mareno di Piave (TV)      |

### Classifica finale
|  | Pos. | Squadra              | Pt | G  | V  | N  | P  | GF | GS | DR  |
|  | ---- | -------------------- | -- | -- | -- | -- | -- | -- | -- | --- |
|  | 1.   | Conegliano           | 40 | 30 | 16 | 8  | 6  | 41 | 16 | +25 |
|  | 2.   | Jesolo               | 38 | 30 | 14 | 10 | 6  | 36 | 24 | +12 |
|  | 3.   | Cornuda              | 35 | 30 | 12 | 11 | 7  | 22 | 18 | +4  |
|  | 4.   | Vedelago             | 33 | 30 | 11 | 11 | 8  | 33 | 30 | +3  |
|  | 4.   | Ponte di Piave       | 33 | 30 | 10 | 13 | 7  | 22 | 21 | +1  |
|  | 6.   | Feltrese             | 32 | 30 | 9  | 14 | 7  | 14 | 11 | +3  |
|  | 7.   | Pro Roncade          | 30 | 30 | 8  | 14 | 8  | 14 | 16 | -2  |
|  | 8.   | Santa Lucia di Piave | 29 | 30 | 6  | 17 | 7  | 19 | 19 | 0   |
|  | 8.   | Ponte nelle Alpi     | 29 | 30 | 8  | 13 | 9  | 21 | 23 | -2  |
|  | 8.   | Alpago               | 29 | 30 | 8  | 13 | 9  | 19 | 26 | -7  |
|  | 11.  | Liventina            | 28 | 30 | 6  | 16 | 8  | 17 | 17 | 0   |
|  | 11.  | Sedico               | 28 | 30 | 7  | 14 | 9  | 26 | 28 | -2  |
|  | 11.  | Portogruaro          | 28 | 30 | 5  | 18 | 7  | 21 | 26 | -5  |
|  | 14.  | Pederobba            | 28 | 30 | 8  | 12 | 10 | 18 | 21 | -3  |
|  | 15.  | Zanchetta Marenese   | 22 | 30 | 5  | 12 | 13 | 18 | 25 | -7  |
|  | 16.  | Julia                | 18 | 30 | 4  | 10 | 16 | 18 | 38 | -20 |

Legenda:
      Promosso in Interregionale 1988-1989.
      Retrocesso in Prima Categoria 1988-1989.
Regolamento:
Due punti a vittoria, uno a pareggio, zero a sconfitta.
Pari merito in caso di pari punti.
Scontri diretti con classifica avulsa per definire la retrocedente in caso di due o più squadre a pari punti. Le due peggiori squadre della classifica avulsa disputano lo spareggio retrocessione. La migliore classificata si salva.